# Hawaii (Insel)
Hawaii (hawaiisch: Hawaiʻi, älter auch Owyhee, heute auch Big Island) ist die östlichste und mit rund 10.433 km² die größte Insel des US-Bundesstaates Hawaii und die größte Insel der Vereinigten Staaten. Sie bildet zudem das Hawaii County. Die Insel wird durch den Alenuihaha Channel von der nordwestlich benachbarten Insel Maui getrennt.
2020 wohnten rund 200.000 Bewohner auf Big Island. Die größten Städte sind Hilo, Kailua-Kona und Hawaiian Paradise Park.
Der Haupterwerbszweig ist der Tourismus, aber auch der Anbau von Macadamia-Nüssen, die fast alle von dieser Insel kommen, Kona-Kaffee, Papayas, Bananen und andere Agrarprodukte sowie die Viehzucht sind von Bedeutung.
Geologie und Morphologie der Insel sind geprägt durch den Vulkanismus, zum einen durch die beiden hohen Vulkanberge Mauna Loa und Mauna Kea, zum anderen durch den deutlich kleineren, aber hochaktiven Kīlauea.

## Vulkanismus

Die fünf Vulkane der Insel Hawaii

Karte der Gefährdungen durch Vulkanismus

Die Insel, die geologisch-ozeanographisch Teil der Hawaii-Emperor-Kette ist, besteht aus fünf großen Vulkanen: Kohala (erloschen) im Norden, Hualālai im Westen (aktiv, letzter Ausbruch im 19. Jahrhundert), Mauna Kea im Osten (schlafend), Mauna Loa im Süden und Kīlauea im Südosten. Alle gehören zum jüngsten Teil einer Reihe von Vulkanen, die die Hawaii-Inseln entstehen ließen, während sich die Pazifische Platte über einen örtlich festliegenden Hot-Spot im Erdmantel bewegte. Sowohl Mauna Loa als auch Kīlauea sind sehr aktiv, so dauerte eine Eruption des Kīlauea von 1983 bis 2018.
Einige Geologen nennen sieben Vulkane, die die Insel bilden, indem sie Māhukona im Nordwesten und Kama‘ehuakanaloa im Südosten als Teile der Basis der Insel hinzuzählen. Māhukona ist der älteste Schildvulkan, der nach seinem Erlöschen wieder absank. Der jüngste Vulkan Kama‘ehuakanaloa liegt gut 50 Kilometer südlich des Kīlauea im Pazifik, ist auf eine Höhe von 3786 Metern über dem Meeresboden angewachsen und befindet sich damit noch 975 Meter unterhalb der Meeresoberfläche. Es wird damit gerechnet, dass er in 10.000 bis 100.000 Jahren den Meeresspiegel durchbricht.
Der 9200 Hektar große Hawaiʻi-Volcanoes-Nationalpark wurde 1916 gegründet und umfasst die Westflanke des Mauna Loa und den aktivsten Vulkan der Erde, den Kīlauea, mit dem seit 1983 ununterbrochen aktiven Seitenkrater Puʻu ʻŌʻō.

## Mythologie
In der hawaiischen Mythologie wird der in die Caldera des Kīlauea eingebettete Krater Halemaʻumaʻu als Sitz der Vulkangöttin Pele angesehen und gilt daher als besonders heilig.

## Name
Während in anderen polynesischen Sprachen Hawaiʻi oder verwandte Namen wie Havaiki den Stammsitz der Ahnen bezeichnen, hat das Wort in der hawaiischen Sprache keine eigene Bedeutung.
Die Insel wurde im 18. und 19. Jahrhundert auch Owhyhee bzw. Owyhee („Hawaii – the Owhyhee of Cook and Vancouver“) genannt.

## Astronomie
Auf dem Gipfel des Mauna Kea steht mit dem Mauna-Kea-Observatorium eines der bedeutendsten astronomischen Observatorien der Gegenwart.

## Tourismus

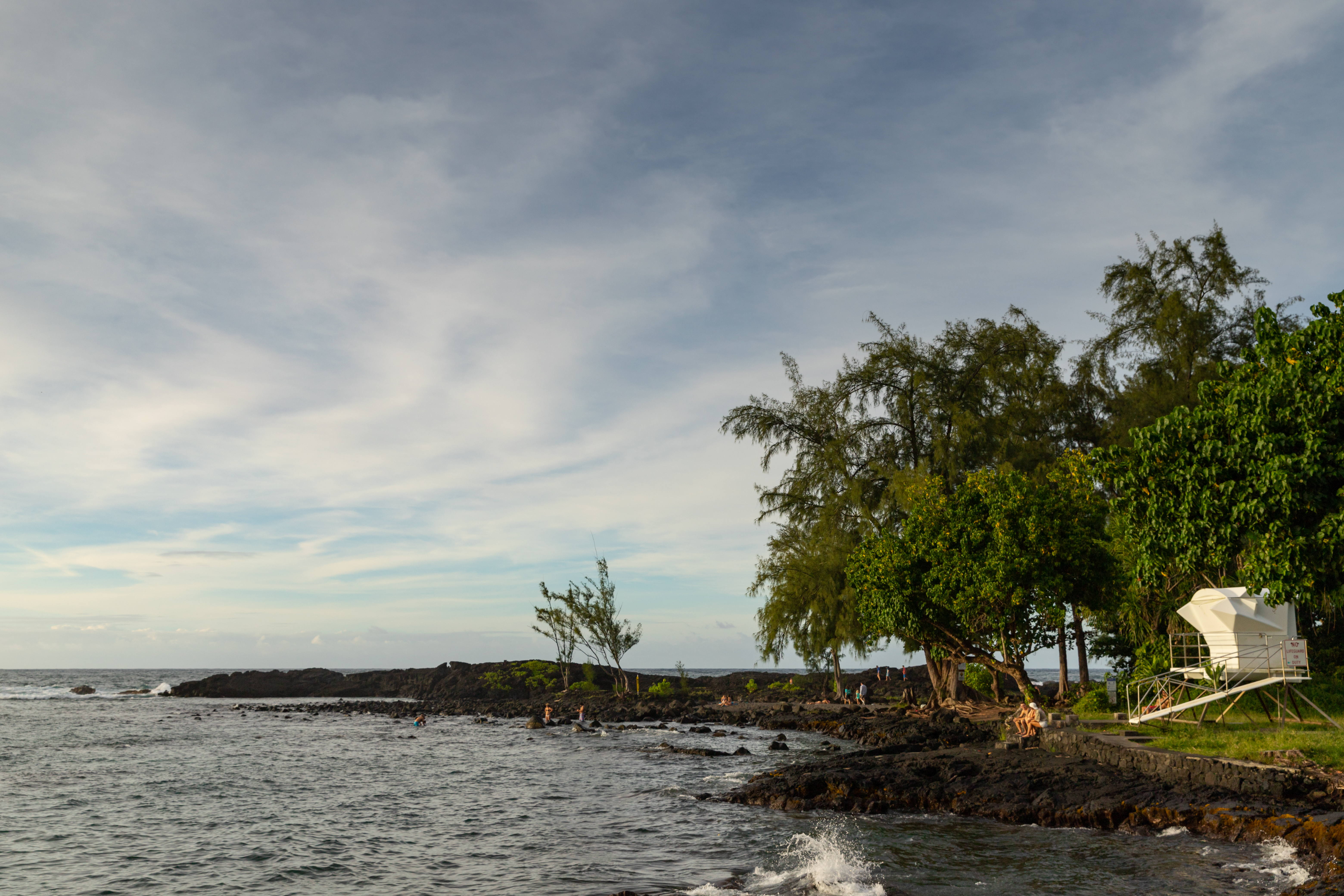
Black sand beach in Hilo

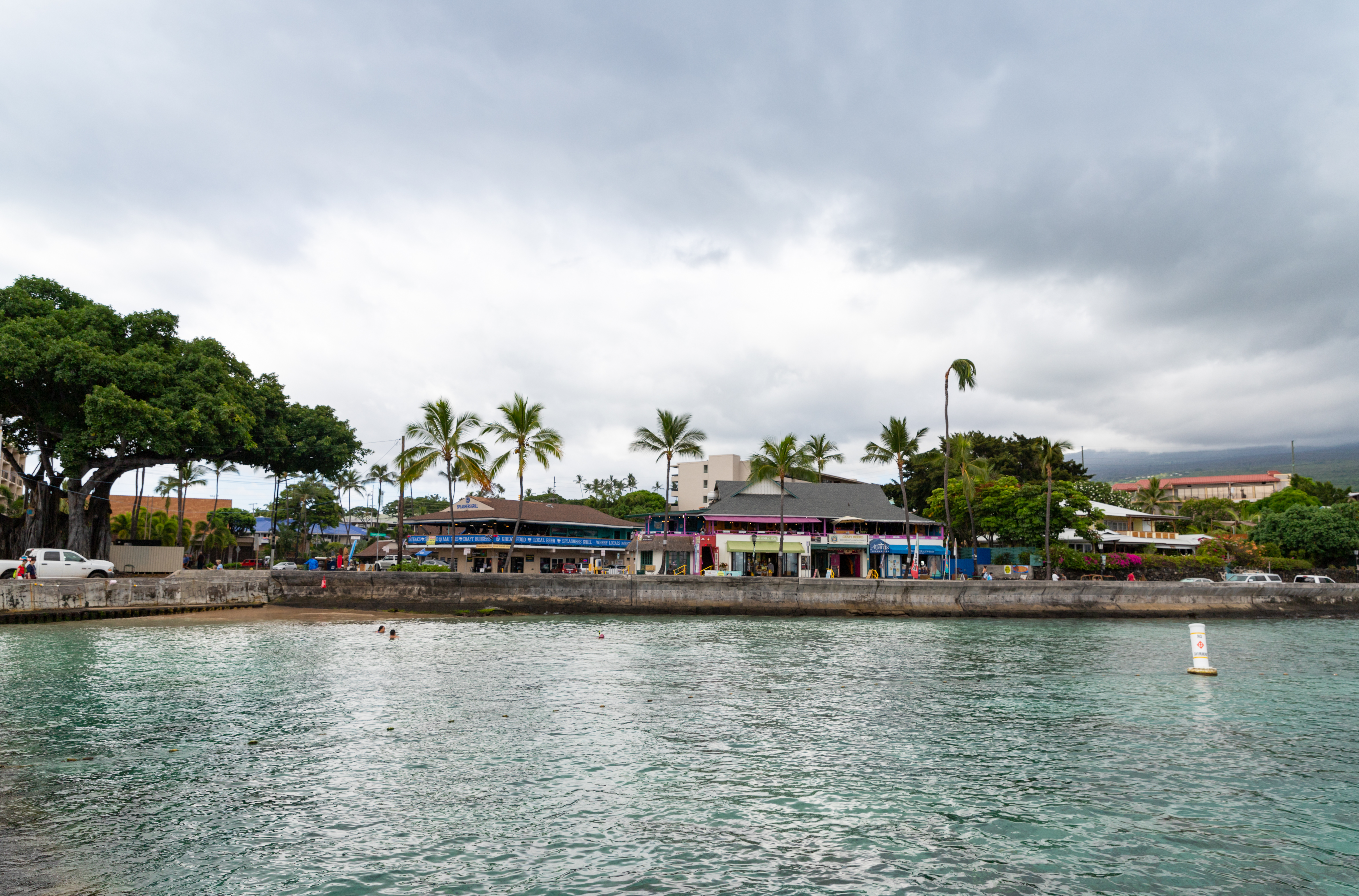
Start der Schwimmstrecke des Ironman-Hawaii

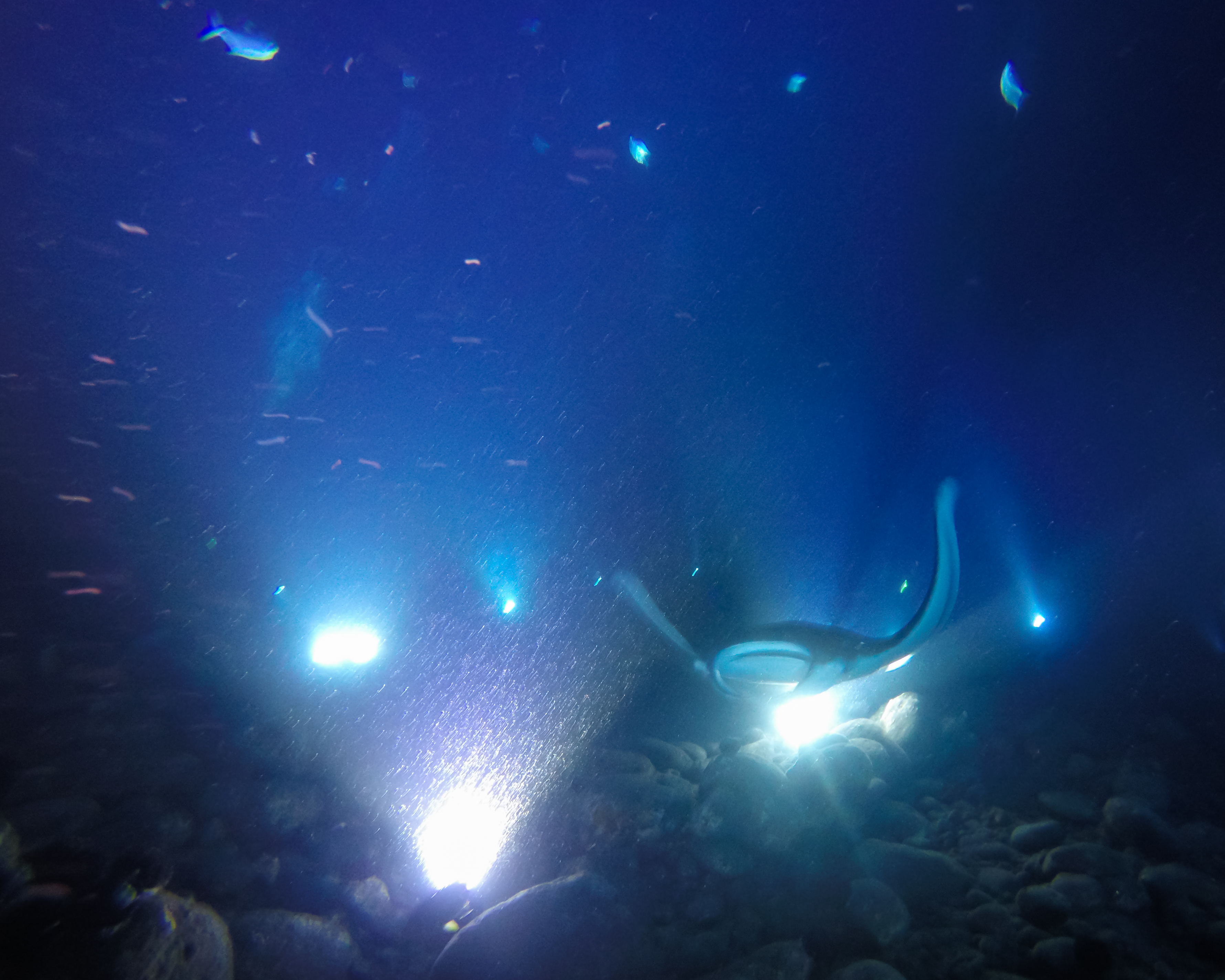
Ein Nachttauchgang mit Mantas gehört zu den beliebten Attraktionen auf Big Island.

Die Insel Hawaiʻi liegt mit 1.515.000 Besuchern im Jahr 2015 an dritter Stelle der meistbesuchten Hawaii-Inseln (nach Maui mit 2.540.000 und O'ahu mit 5.340.000 Besuchern).
Vor allem an der Südseite der Insel gibt es zahlreiche schwarze Sandstrände. Die wenigen weißen Sandstrände befinden sich fast ausschließlich an der Westküste, der längste ist Hapuna Beach.
Hilo an der regenreichen Ostküste ist mit über 44.000 Einwohnern die Hauptstadt der Insel und ist vor allem Ausgangspunkt für Ausflüge zu den Vulkanen und den Orchideengärten (Nani Mau Gardens). Nördlich der Stadt befinden sich die ʻAkaka-Wasserfälle (ʻAkaka Falls) mit einer Höhe von 135 Metern und die 30 m hohen Kahuna Falls. Westlich von Hilo liegen am Ende des Highways 220 die 24 m hohen Wasserfälle Ka Uao Waiānuenue (Regenbogenfälle, Rainbow Falls).
Kailua-Kona an der sonnigen und regenarmen Westküste verfügt über weiße Sandstrände und hat sich zum Haupttouristenort der Insel entwickelt. Es beherbergt zahlreiche Hotels, Souvenir-Shops und Restaurants. Der Ort mit rund 20.000 Einwohnern besitzt auch einen internationalen Flughafen, von dem es Direktflüge nach Asien gibt. Einige Museen und die älteste Kirche Hawaiis, die 1823 aus Lavagestein erbaute Mokuʻaikaua Church gegenüber vom Huliheʻe Palace, sind hier zu besichtigen.
Die sogenannte Painted-Church „St. Benedict’s“ in Keokea, am Highway 11, ist eine bemalte Holzkirche. Der Missionar, der sie erbaute, war gleichzeitig ein guter Maler. Aus Mangel an Büchern bemalte er die Holzwände der Kirche mit biblischen Motiven.
Puʻuhonua o Hōnaunau war eine Grabstätte für Häuptlinge und einst Zufluchtsort für Tabu-Brecher, die hier vor der Verfolgung sicher waren.
Kealakekua Bay, am Ende des Highway 160, ist neben einem guten Schnorchelrevier auch eine historische Stätte. Hier wurde 1779 James Cook (Captain Cook) von den Hawaiiern erschlagen.
Waimea im Landesinneren beherbergt 9900 Einwohner und ist der Hauptort der Parker Ranch, die mit mehr als 90.000 Hektar Landfläche und ca. 60.000 Rindern die größte privat betriebene Ranch der USA ist.
In Kapaʻau im Nordwesten Hawaiis steht die Originalstatue von König Kamehameha I.
Symbol der Insel ist die Lehua-Blüte des ʻŌhiʻa-Baumes, der zu den ersten Pflanzen gehört, die neu entstandene Lavafelder besiedeln.

## Transport

Streckennetz des Hele-On Bus

Die Hawaii County betreibt einen öffentlichen Busverkehr, der die wichtigsten Orte der Ostküste mit denen der Westküste verbindet sowie Strecken in den drei Bevölkerungszentren bedient. Ab Mitte 2022 wurden alle Fahrten für zunächst 2½ Jahre zum Nulltarif angeboten. Das Freifahrtprogramm wurde später bis Ende 2025 verlängert.

## Sport
Auf Hawaii findet in Kailua-Kona an der Westküste jährlich im Oktober mit dem Ironman Hawaii die Weltmeisterschaft im Triathlon über die Langdistanz (3,86 km Schwimmen, 180 km Radfahren, 42,195 km Laufen) statt.

## Kultur
Der Schwerpunkt des East Hawaii Cultural Center in Hilo liegt auf der Beschäftigung mit einheimischer Kultur. Das jährlich in Hilo veranstaltete Merrie Monarch Festival ist der weltweit größte Hula-Wettbewerb.

## Bildergalerie

Galerie
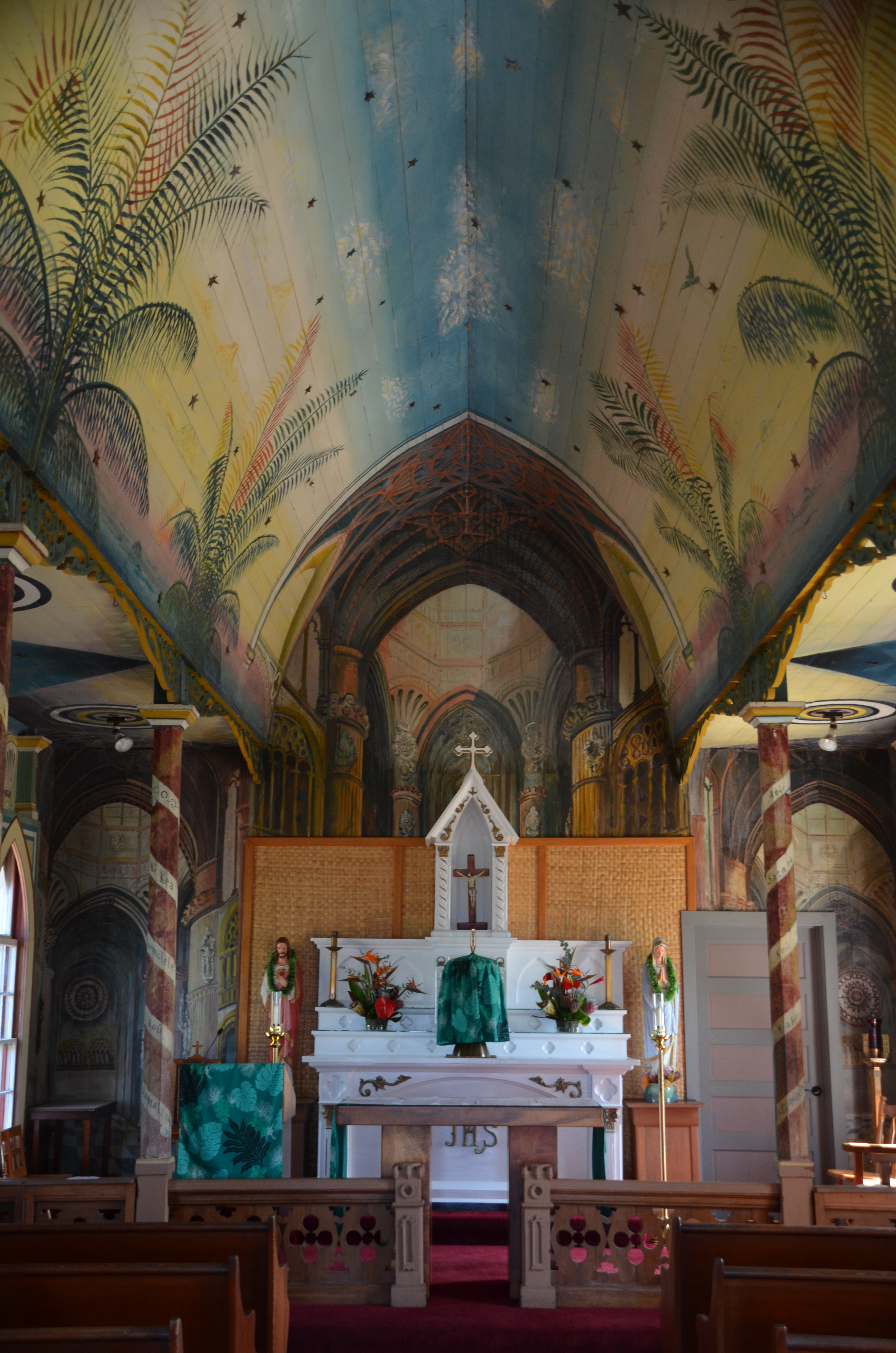
St. Benedict’s Catholic Church (Painted Church) in Hōnaunau
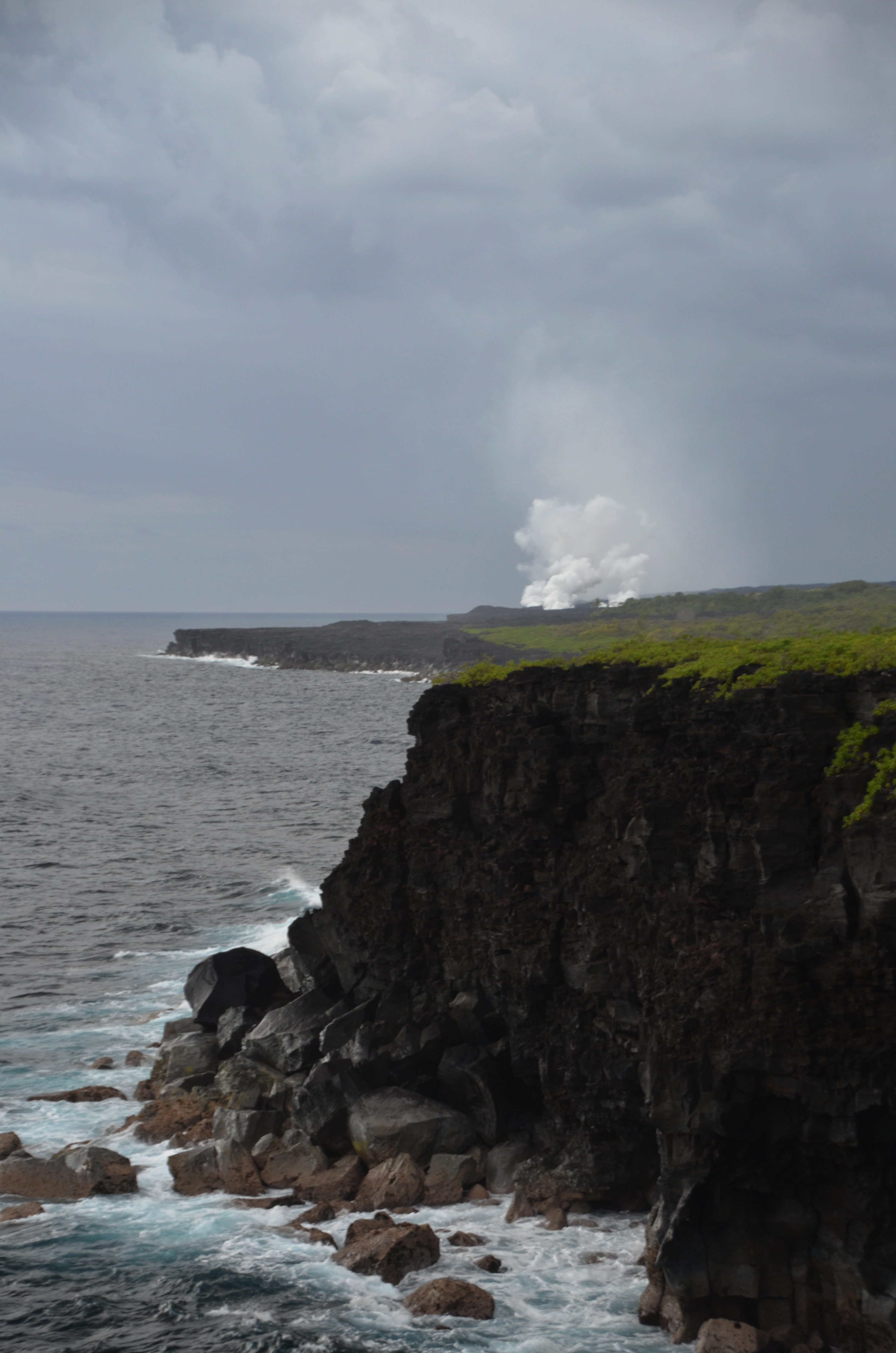
Lava erreicht das Meer.
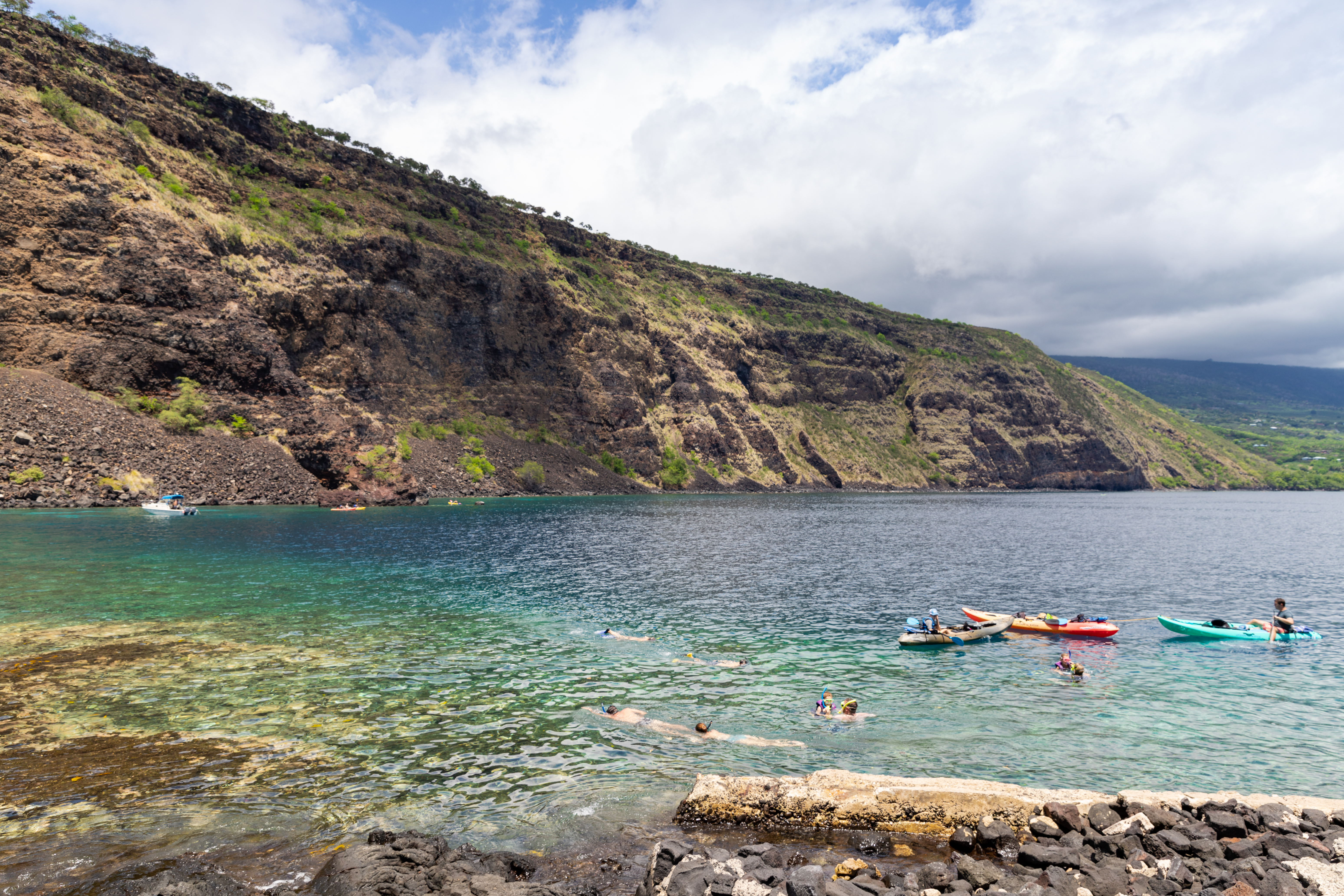
Schnorcheln in der Kealakekua Bay
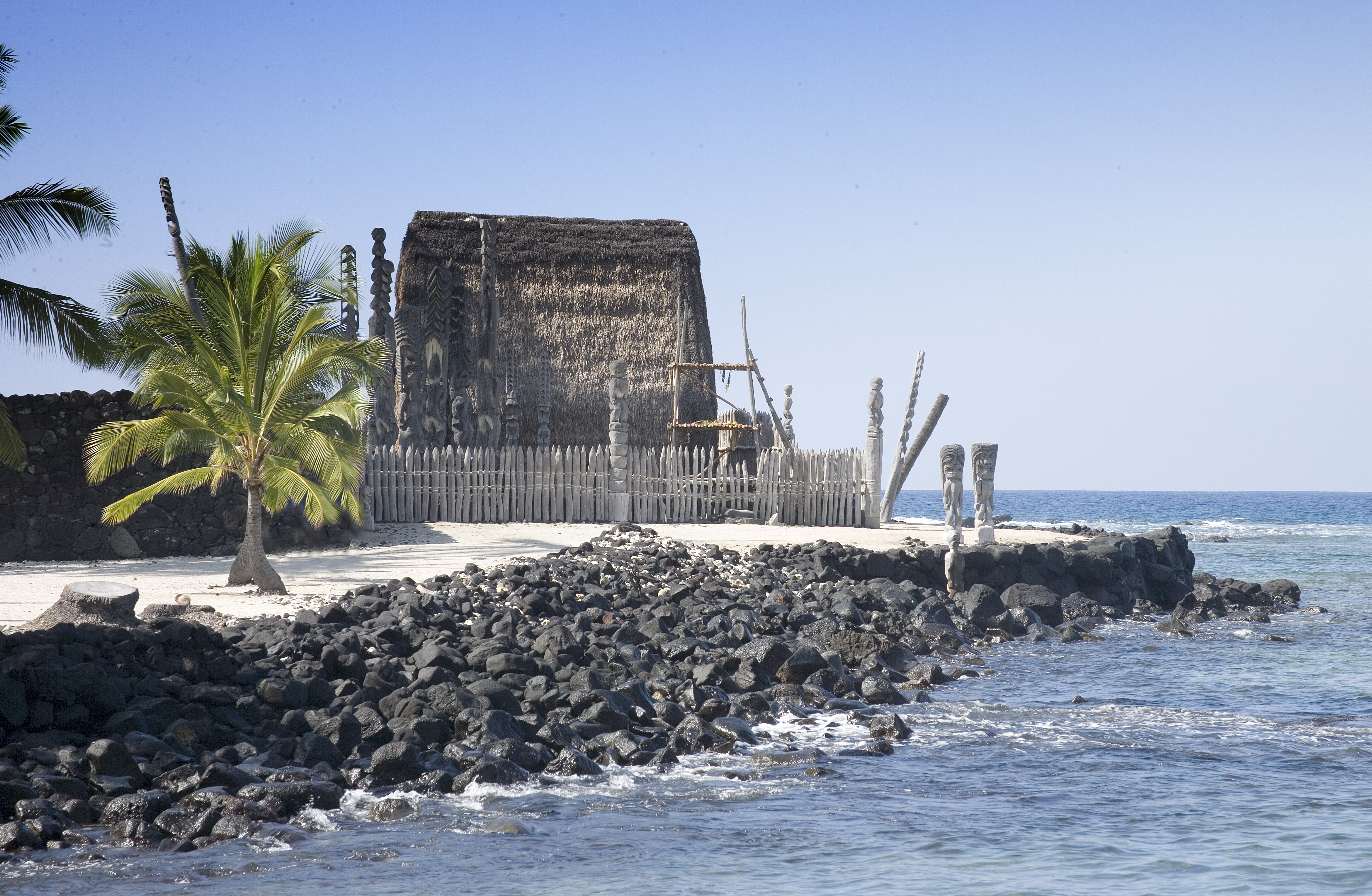
Puʻuhonua o Hōnaunau (City of Refuge)
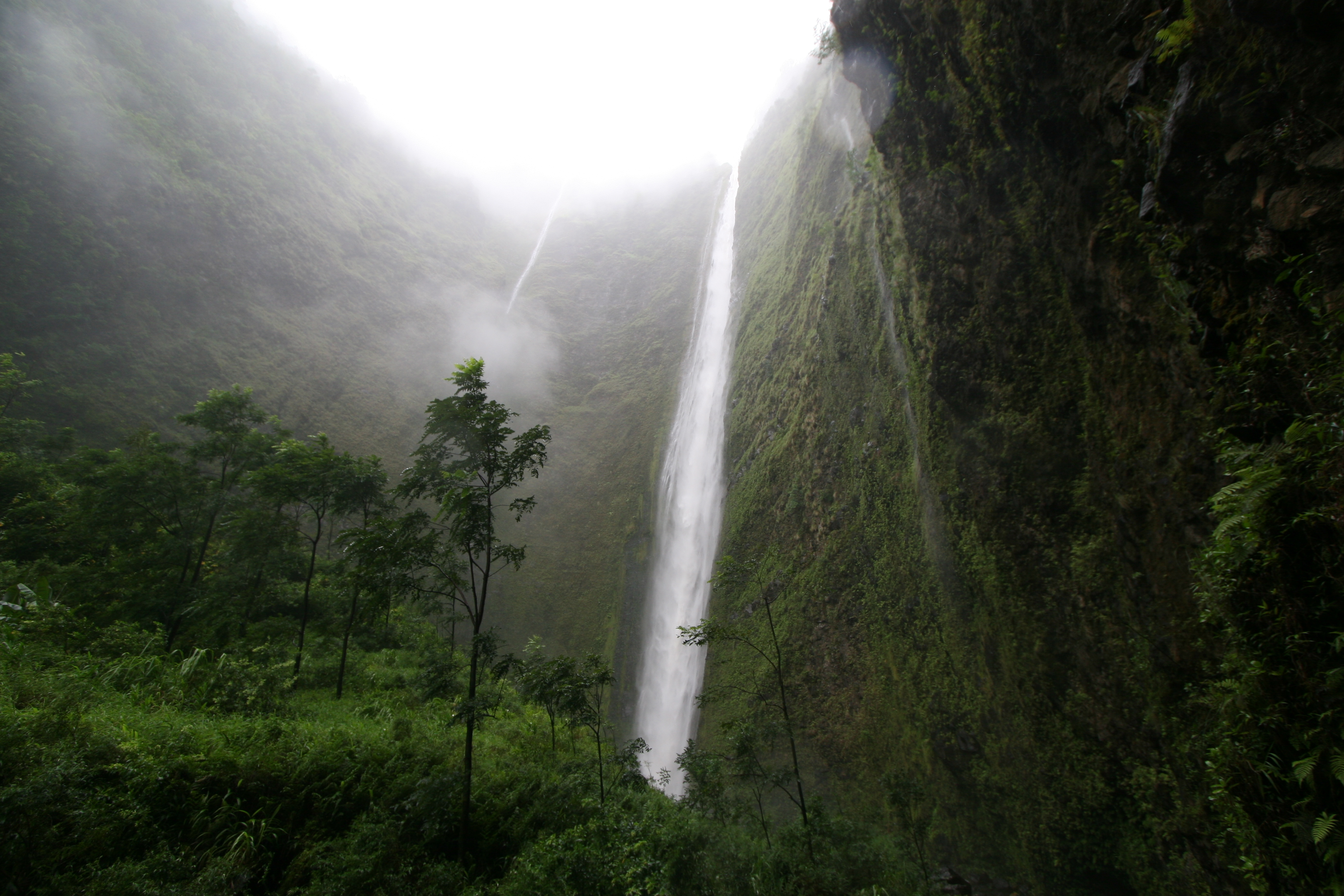
Hi'ilawe-Wasserfälle im Waipiʻo Valley
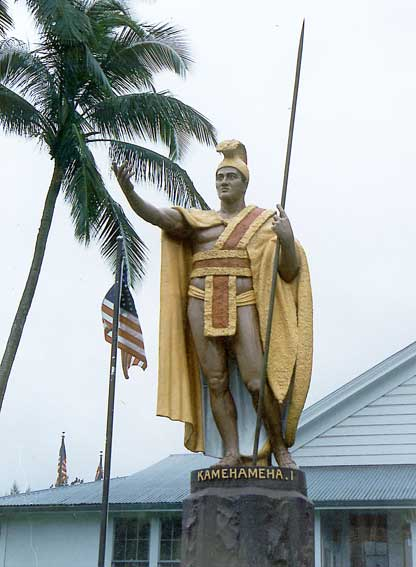
Denkmal von König Kamehameha I. in Kapaʻau
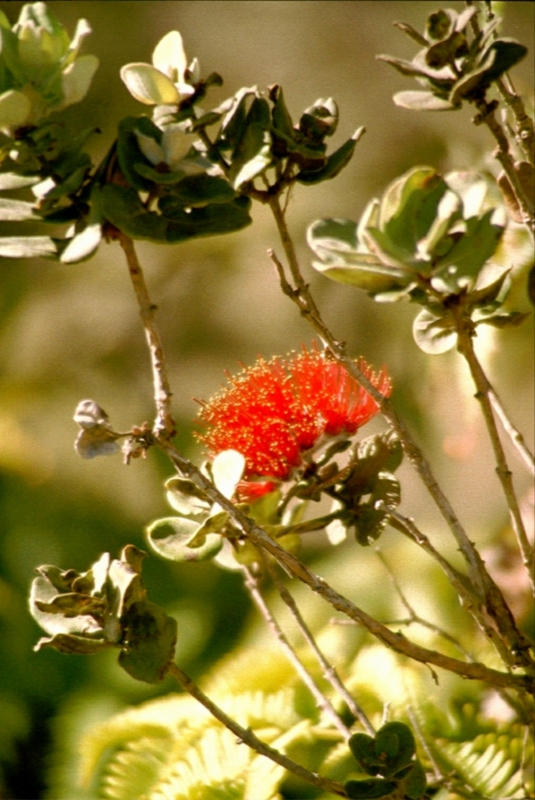
Lehua, Blüte des ʻŌhiʻa-Baumes
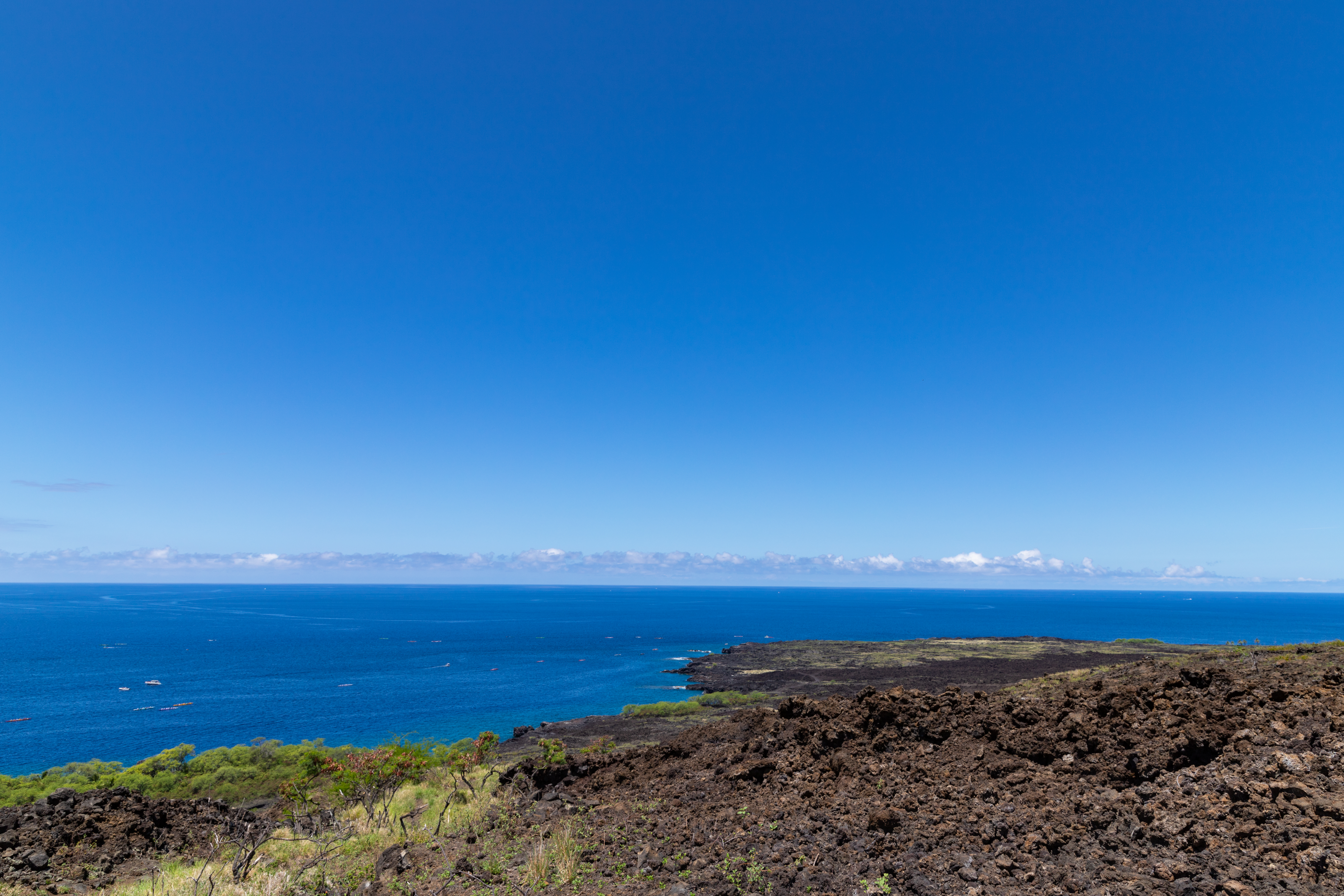
Lavafelder an der Westküste von Big Island
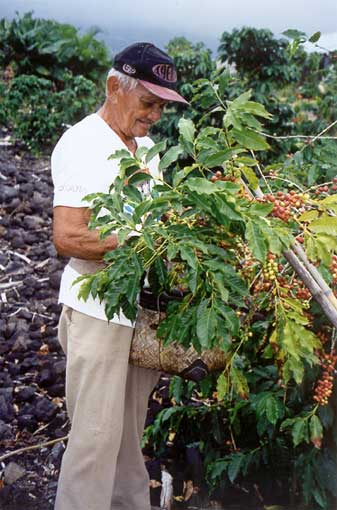
Kona-Kaffee
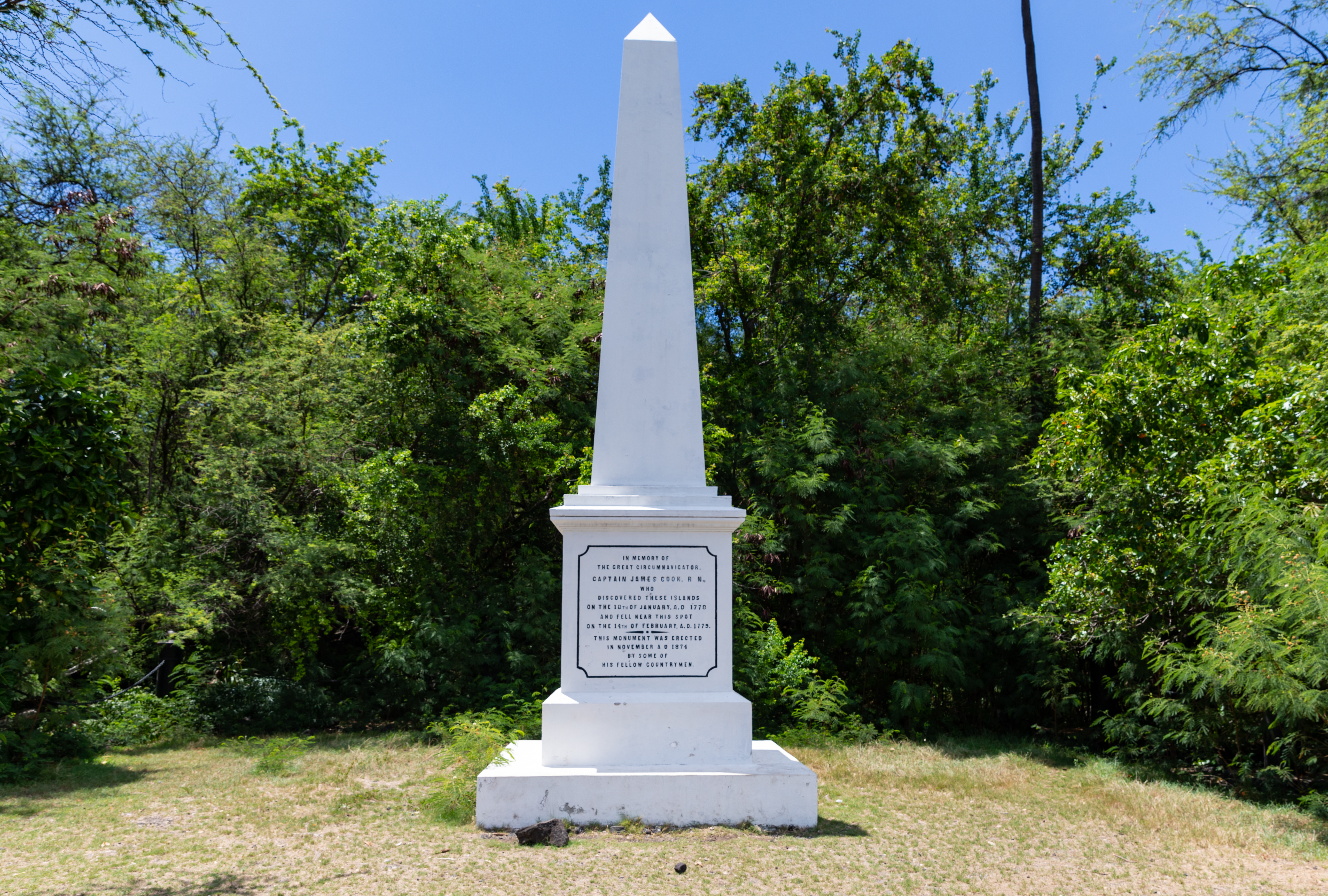
Captain-Cook-Denkmal in der Kealakekua Bay
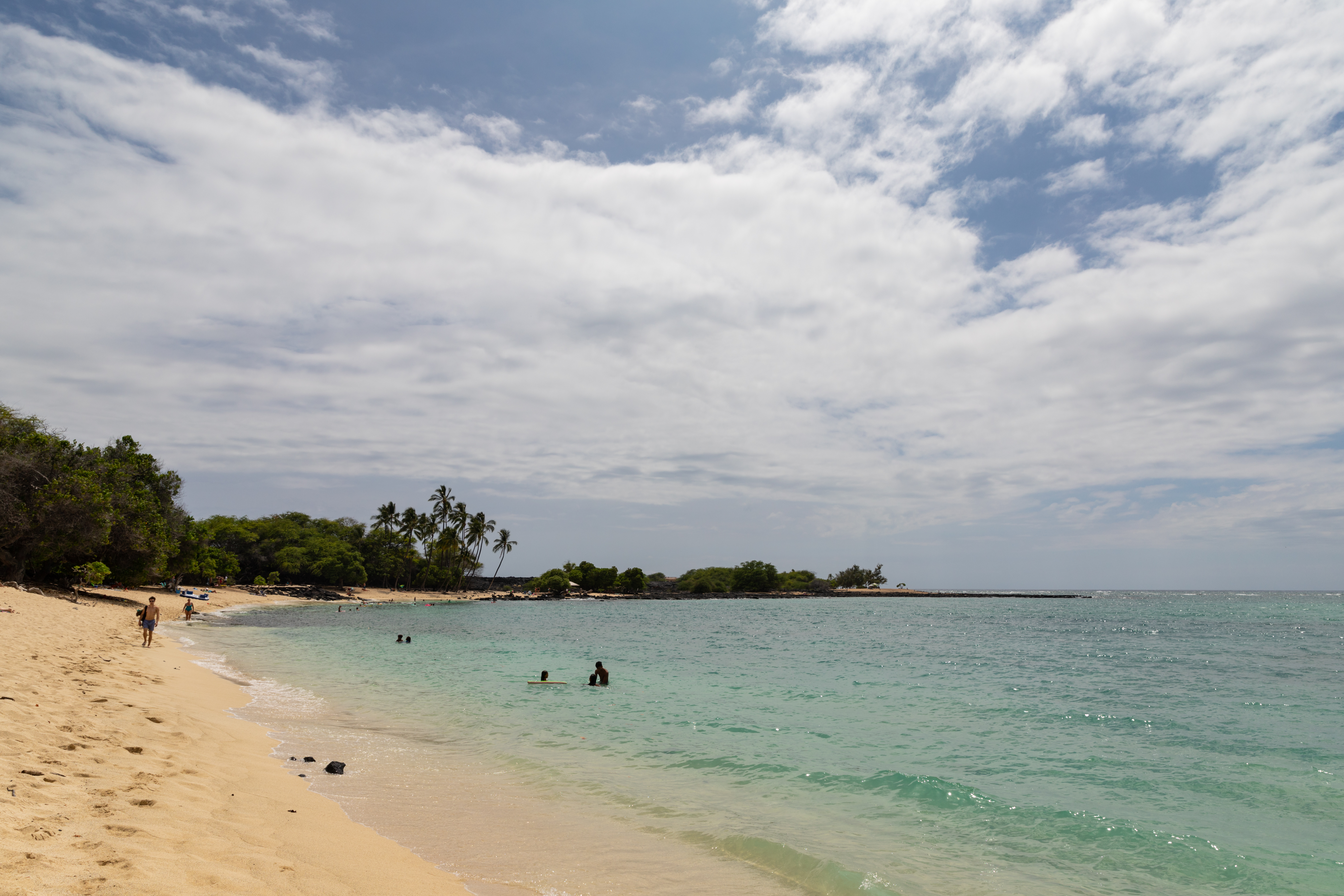
Mahaiʻula Beach an der Westküste von Big Island
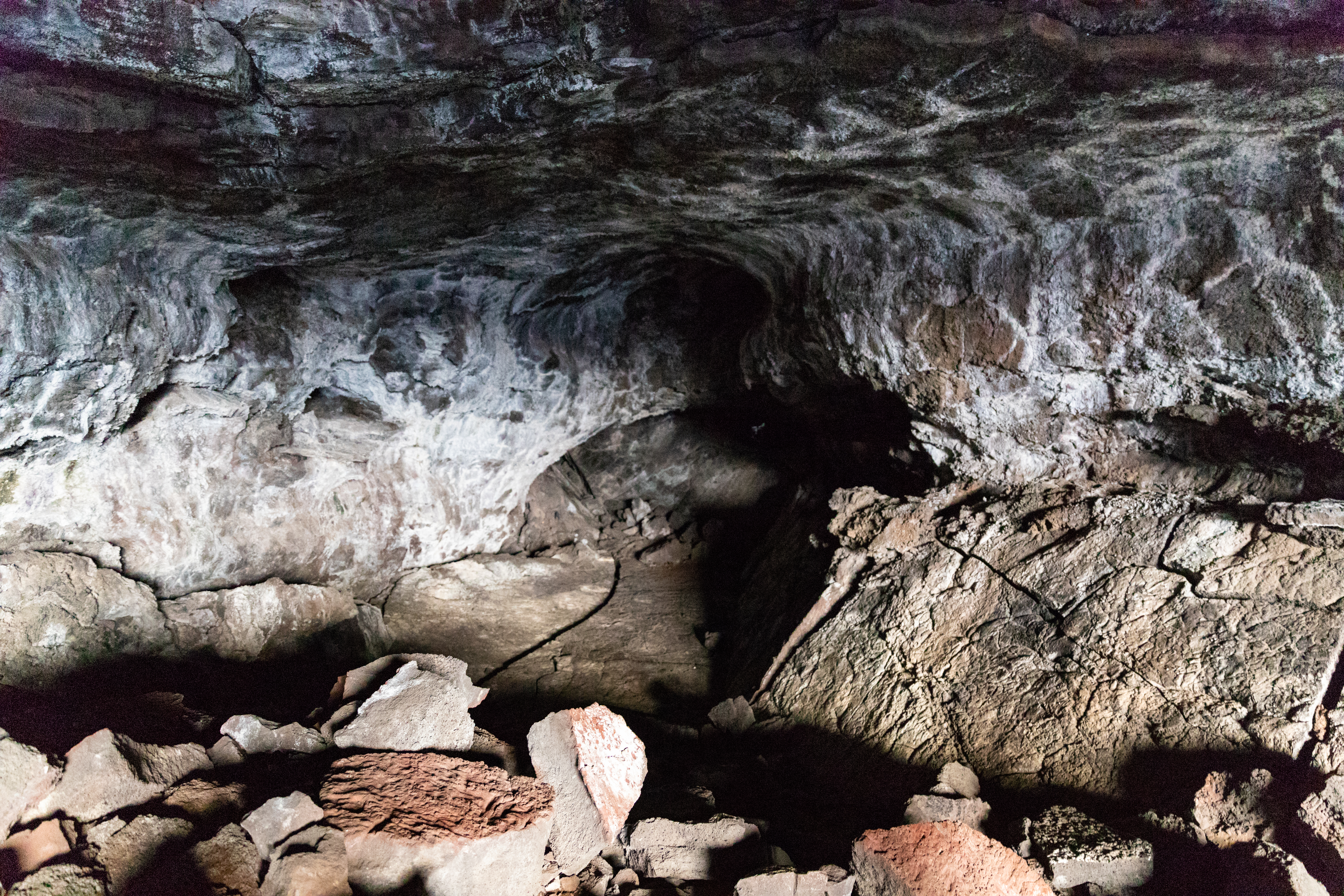
Lavahöhlen auf Big Island